# فرانك بايس
فرانك بايس (بالإنجليزية: Frank Pace)‏ (و. 1912 – 1988 م) هو محامي من الولايات المتحدة الأمريكية. ولد في ليتل روك، أركنساس.
وهو عضو في الحزب الجمهوري.
توفي في غرينويتش.

## التعليم
تعلم في جامعة برنستون، وكلية هارفارد للحقوق.

## روابط خارجية
- فرانك بايس على موقع مونزينجر (الألمانية)
- فرانك بايس على موقع ديسكوغز (الإنجليزية)